# Jacques Brissot
Pour les articles homonymes, voir Brissot.
Jacques Brissot, né le 20 mars 1929 à Paris, et mort le 18 février 2020 à Montreuil, est un peintre, cinéaste et plasticien français dont l'œuvre composite est encore assez méconnue en France.
Il fit partie du Groupe de recherche image au Service de la Recherche de l'ORTF, alors dirigé par Pierre Schaeffer. Il réalisa ainsi un certain nombre de films expérimentaux, en collaboration avec des compositeurs tels que Pierre Schaeffer, Iannis Xenakis, André Boucourechliev, François-Bernard Mâche, Luc Ferrari...  Il a été sélectionné au Festival de Cannes.
Pour la télévision française, entre 1966 et 1973 il réalise un certain nombre de films pour les émissions Dim Dam Dom et Volume et met en images quelques grands entretiens (Pierre Pascal, Konrad Lorenz...).
Avec les "événements" de 1968, qu'il filme caméra à l'épaule dans les rues de Paris, Brissot développe une fringale créatrice. Il abandonne peu à peu le cinéma pour l'image fixe, et réalise ses rêves de jeunesse. Outre ses fameux "brissolages", analysés par François Aubral dans son article du même nom, Brissot détourne tout ce qu'il approche ; féru des primitifs flamands, plus particulièrement de Bruegel et de Bosch, il en recrée les chefs-d'œuvre à sa manière, souvent violente et parfois "trash".

## Filmographie (incomplète)
- 1960 : Caustiques, en collaboration avec Gérard Patris, musique de François-Bernard Mâche
- 1960 : Fer chaud, musique de Iannis Xenakis
- 1960 : Tic tac, en collaboration avec René Laloux, musique d'André Boucourechliev
- 1961 : Objets animés, musique de Pierre Schaeffer
- 1963 : Égypte ô Égypte (trois parties : "Dans ce jardin atroce", commentaires de Jean Cocteau, "Un présent du fleuve", "Images du ciel", musique de Luc Ferrari[6]
- 1964 : Un certain regard : À propos de l'improvisation, coréalisé avec Luc Favory
- 1965 : Jeanne d'Arc, en collaboration avec Luc Favory
- 1968 : Pour trois roupies se cultiver, en collaboration avec Marc Pierret
- 1971 : Le Mythe du cancre
- 1990 : Diuady Adrien, mathématicien